# Ortwin Meier
Ortwin Meier (geboren 1. Juli 1881 in Bremen; gestorben 26. Mai 1941) war ein deutscher Numismatiker.

## Leben und Werk
Ortwin Meier war von 1909 bis 1929 am Provinzial-Museum in Hannover tätig und dort neben der Tätigkeit als Sekretär (zuletzt im Range eines Landesoberinspektors) seit 1911 Leiter des Münzkabinetts. Auf dem Gebiet der Numismatik war er Autodidakt. 1936 wurde er zum Beauftragten der Provinzialverwaltung für die niedersächsische Münzforschung ernannt.
Er forschte zur Münzen- und Medaillenkunde Norddeutschlands, insbesondere von Niedersachsen vom Mittelalter bis in die frühe Neuzeit und veröffentlichte dazu zahlreiche Beiträge. So schrieb er etwa Aufsätze über den Brakteatenfund von Bokel oder den Hohlpfennigfund von Wistedt, über Münzstätten wie etwa die Mundburg des Bistums Hildesheim oder auch biographisches wie zum Beispiel zum Medailleur Heinrich Friedrich Brehmer.

## Schriften (Auswahl)
- Ein braunschweigisch-lüneburgischer Hohlpfennig aus dem 2. Drittel des 14. Jahrhunderts. In: Berliner Münzblätter, Bd. 38/40 (1917/19) S. 279–282
- mit Bernhard Engelke: Der Hohlpfennigfund von Wistedt, Kreis Harburg (= Berliner Münzblätter, 1921/1922). Bahlke, Berlin 1922
- Ein Münzlehrlingsgewand aus der Mitte des 17. Jahrhunderts im Provinzial-Museum Hannover. Ein Beitrag zur Münz- und Kostümskunde  (= Berliner Münzblätter, 1924, Nr. 255–258). Verlag der Berliner Münzblätter, Berlin 1924
- Prachtstücke niedersächsischer Mittelaltermünzen (= Niedersächsische Kunst in Einzeldarstellungen, Bd. 11). Angelsachsen-Verlag, Bremen 1925
- (Hrsg.): Petrus Tergast: Die Münzen der Grafen von Ostfriesland (1464–1540). In: Emdener Jahrbuch 21, 1925, S. 1–56 (PDF).
- Heinrich Friedrich Brehmer, der Meister der deutschen Porträtmedaille des 19. Jahrhunderts. A. Lax, Hildesheim 1927
- Der Kurfürstliche Braunschweigisch-lüneburgische Münzdirektor Heinrich Bonhorst. In: Mitteilungen des Vereins für Gothaische Geschichte und Altertumsforschung 1929, S. 30–40 (Digitalisat)
- Der Brakteatenfund von Hornhorst, Landkreis Celle. In:  Blätter für Münzfreunde, Jg. 67, 1932, S. 405–410.
- Der Brakteatenfund von Bokel bei Bevern, Kreis Bremervörde. Ein Beitrag zur Erforschung der mittelalterlichen, besonders der niedersächsischen Münzdenkmale aus der Zeit von etwa 1195 bis 1225. In: Hannoversches Geschichtsblätter NF 2, 1932, S. 1–160
- mit Heinrich Buck: Die Münzen der Stadt Hannover, hrsg. im Auftrag des Oberbürgermeisters der Hauptstadt Hannover. Selbstverlag der Hauptstadt Hannover, Hannover / Hess, Frankfurt a. M. 1935
- Die welfischen Lehnsgrafen des Mittelalters und ihre Münzprägungen. Ein Beitrag zur Klärung der Lehnsverhältnisse im Herzogtum Sachsen. In: Deutsche Münzblätter, Bd. 58/59 (1938/39) S. 1–5, 23–27
- Die frühmittelalterliche Münzstätte „Mundburg“ des Bistums Hildesheim. In: Deutsche Münzblätter, Bd. 58/59 (1938/39), S. 153–162, 181–187. 224–228 (PDF)